# Я вдячна всім, хто вимолив мене у Бога
«Я вдячна всім, хто вимолив мене у Бога» — документальний фільм присвячений Раїсі Кириченко.

## Опис
Назва фільму взята зі слів приспіву пісні «Я вдячна всім» Раїси Кириченко (слова пісні написала Марія Байко).
|                                                                                    | Я вдячна всім, Хто вимолив мене у Бога! Я вдячна всім, Хто вірив у мої пісні! Хоч нелегка була Мого життя дорога, Я вдячна всім, Хто серце зігрівав мені! |
| — Раїса Кириченко, Слова пісні «Я вдячна всім» на сайті проєкту «Українські пісні» | |

Фільм знятий ТРК «Глас» у 2007 році і змонтований у вигляді двох частин. 
У зйомках фільму приймав участь Микола Кириченко, земляки та друзі Раїси Кириченко. У фільмі також використані архівні відеозаписи.